# 루틴 (글리코사이드)
루틴(Rutin)은 플라보놀 케르세틴과 이당류 루티노스(α-L-람노피라노실-(1→6)-β-D-글루코피라노스)를 결합한 글리코사이드이다. 감귤류를 포함한 다양한 식물에서 발견되는 플라보노이드 배당체이다.